# آناستاسیا کووالنکو-کولوارت
آناستاسیا کووالنکو-کولوارت (استونیایی: Anastassia Kovalenko-Kõlvart؛ زادهٔ ۲۱ سپتامبر ۱۹۹۱) موتورسوار مسابقه‌ای و سیاستمدار اهل استونی است.